# Orlyplein
Orlyplein (« Place d'Orly » en néerlandais) est une place du Westpoort d'Amsterdam aux Pays-Bas, nommée en référence à l'aéroport d'Orly à Paris.